# Macedonia en los Juegos Olímpicos de Atenas 2004
Macedonia estuvo representada en los Juegos Olímpicos de Atenas 2004 por un total de 10 deportistas que compitieron en 5 deportes.  
El portador de la bandera en la ceremonia de apertura fue el jugador de baloncesto Blagoja Georgievski. El equipo olímpico de Macedonia no obtuvo ninguna medalla en estos Juegos.